# John Dramani Mahama
John Dramani Mahama /məˈhɑːmə/ (sinh ngày 29 tháng 11 năm 1958) là một chính trị gia Ghana, là Tổng thống Ghana từ năm 2012. Ông là Phó Tổng thống Ghana giai đoạn 2009-2012, và ông nhậm chức vào ngày 24 tháng 7 năm 2012 sau cái chết của người tiền nhiệm, Tổng thống John Atta Mills. Là một chuyên gia truyền thông, nhà sử học, nhà văn, ông là một thành viên của Quốc hội 1997-2009, ông là Bộ trưởng Bộ truyền thông giai đoạn 1998-2001.

## Tiểu sử
Mahama sinh ra ở Damongo, ở đơn vị bầu cử Damango Daboya của Ghana. Cha Emmanuel Mahama Adama của ông là đại biểu đầu tiên của đơn vị bầu cử Quốc hội cho Tây Gonja Bầu cử và Ủy viên đầu tiên trong khu vực Khu vực phía Bắc trong thời Đệ Nhất Cộng Hòa Ghana.
Ông đã theo học Trường tiểu học Achimota và Đại học Ghana, nhận bằng cử nhân ngành lịch sử vào năm 1981 và bằng sau đại học trong các nghiên cứu truyền thông vào năm 1986. Sau này, Mahama nghiên cứu thêm ở Viện Khoa học Xã hội ở Moskva, Liên Xô. 
Sau khi học xong, Mahama trở về Ghana và 1991-1996, ông làm cán bộ văn hóa thông tin, và nghiên cứu tại Đại sứ quán Nhật Bản tại Accra.
Từ đó, ông chuyển đến cơ quan phi chính phủ (NGO) PLAN Quốc tế Văn phòng Quốc gia của Ghana, nơi ông làm công việc quan hệ quốc tế, truyền thông tài trợ và quản lý tài trợ. 